# 希釈
希釈（きしゃく、稀釈）とは、濃度を下げるために媒体の量を増加することである。様々なものの濃度を調節することは、極めて多くの場面で重要である。溶液の場合、溶媒を追加することで任意に希釈を行うことが出来る。
たとえば定量分析においては、濃度が高すぎる場合にその測定が不安定になる場合があり、ある程度その濃度を下げることが重要である。
微生物の培養では、希釈平板法はごくスタンダードなものと見なされており、複数の希釈率での培養が行われた上で定量化が行われる。

## 希釈の効果
排出物の処理においては、多くの水と混ぜる希釈は、ある意味で基本的な方法の一つである。これは薄めることでその存在をごまかせる、という側面もあるが、有機物などの場合は濃度を下げることで自然の浄化作用に対する負荷を小さくし、結果的にその働きを利用可能とするという面もある。ただし、量が多い場合はその限りではない。また重金属など分解可能でないものの場合、希釈の意味は全くなく、総量規制が必要である。
弱電解質の電離度は希釈すると 1 に近づく。この現象は1885年にドイツのヴィルヘルム・オストヴァルトによって発見され、希釈律と呼ばれている。

## 希釈熱
化学物質の希釈を行う場合、希釈熱（きしゃくねつ）の発生をともなう。希釈熱は発熱の場合と吸熱の場合があり、溶質と溶媒の種類や比率によって異なる。このため、ある溶液あるいは溶質に溶媒を加えて希釈するとき、対象に溶媒を加えるか、溶媒に対象を加えるかによって、最終系に至るまでの熱的な過程に違いが生じる。たとえば濃硫酸を水で希釈する場合、硫酸の水和は激しい発熱反応であるため、濃硫酸に向かって水を加えると高温になって事故につながる。そのため水に少量ずつの硫酸を加える手順が正しいとされる。また、希釈は系のエントロピーを高める作用であるため、内部エネルギーの減少をもたらす。そのことを利用した冷却法が 希釈冷凍法で、3He が 4He 相へ希釈される際のエントロピー変化により極低温を実現する。